# Iris (lied)
Iris is een nummer dat werd geschreven door de band de Goo Goo Dolls en geproduceerd door Rob Cavallo, voor de soundtrack van de film City of Angels uit 1998. Het instrument dat in Iris wordt gebruikt is een mandoline. Op 1 april 1998 werd het nummer op single uitgebracht.

## Herkomst en thema
De songtekst vertelt het verhaal van het verlangen van een onbekend persoon om begrepen te worden door de vrouw op wie hij verliefd is. Hij kiest er echter voor om dit niet aan anderen te laten merken, omdat hij bang is voor de gevolgen.
Het thema van de songtekst sluit naadloos aan bij de film, waarin een engel verliefd wordt op een vrouw en alleen bij haar kan blijven als hij zijn onsterfelijkheid opgeeft.
Iris is geschreven door John Rzeznik, nadat hij al enkele jaren een schrijversblok had gehad en aan somberheid had geleden. Dit nummer zou zowel een comeback als het hoogtepunt van de band inluiden.

## Hitlijsten
Iris was genomineerd voor een Grammy Award in de categorieën Lied van het jaar, Plaat van het jaar en Beste pop optreden door een groep of duo, maar won in geen van de categorieën. Wel heeft Iris talloze andere prijzen gewonnen en stond het lange tijd in verschillende landen bovenaan de hitlijsten.
In Nederland was de single in week 21 van 1999 Alarmschijf op Radio 538 en werd een radiohit. De single stond 21 weken genoteerd in de Nederlandse Top 40 op Radio 538 en bereikte een 9e positie.
In de publieke hitlijst Mega Top 100 op Radio 3FM stond de single eveneens 21 weken genoteerd en bereikte de 9e positie. 
Ook staat de single al jarenlang in verschillende hitlijsten, zoals de Radio Veronica top 1000 Allertijden en de NPO Radio 2 Top 2000.
In België bereikte de single de 3e positie in zowel de Vlaamse  Ultratop 50 als de Vlaamse Radio 2 Top 30 en stond 19 weken in beide hitlijsten genoteerd.

## Muziekvideo
In de muziekvideo zien we de band hoog in een wolkenkrabber, kijkend door telescopen naar de levens van mensen. Dit thema komt overeen met hetgeen de engel doet in de film. Verspreid door de video zijn korte fragmenten uit de film te zien, waar de engel verliefd wordt en al dan niet besluit sterfelijk te worden.
De titel Iris is ontleend aan het gelijknamige onderdeel van het menselijk en dierlijk oog (zie Iris (anatomie)). Rzeznik vond het woord en de betekenis ervan in een magazine en vond het passen bij de inhoud van het nummer. Ook zijn er fans die geloven dat de naam van de boodschapper van de Griekse goden is gebruikt (zie Iris (godin)). Dit is goed mogelijk omdat engelen in zekere zin als boodschappers van God worden beschouwd.

## Covers
Het nummer is verschillende keren gecoverd, onder andere door Avril Lavigne, Ryan Star, Ronan Keating, New Found Glory, Leona Lewis, Breaking Benjamin, BLØF en Duncan Laurence.

## NPO Radio 2 Top 2000
| Nummer met noteringen in de NPO Radio 2 Top 2000 | '07 | '08 | '09 | '10 | '11 | '12 | '13 | '14 | '15 | '16 | '17 | '18 | '19 | '20 | '21 | '22 | '23 | '24 |
| ------------------------------------------------ | --- | --- | --- | --- | --- | --- | --- | --- | --- | --- | --- | --- | --- | --- | --- | --- | --- | --- |
| Iris                                             | 623 | -   | 513 | 575 | 369 | 333 | 278 | 380 | 302 | 334 | 346 | 299 | 345 | 345 | 340 | 201 | 162 | 108 |

1. ↑  Een '-' betekent dat het nummer niet was genoteerd en een vetgedrukt getal geeft de hoogste notering aan.
2. ↑  2007 was het eerste jaar met een notering voor dit nummer.